# L'Acteur flottant
 (juin 2023).
Si vous disposez d'ouvrages ou d'articles de référence ou si vous connaissez des sites web de qualité traitant du thème abordé ici, merci de compléter l'article en donnant les références utiles à sa vérifiabilité et en les liant à la section « Notes et références ».
L'Acteur flottant est un ouvrage théorique sur le théâtre écrit par Yoshi Oida en 1992 sous le titre original Hiyu-Hyörü.
Ce livre autobiographique raconte la découverte du théâtre occidental par un acteur japonais formé à l'école des arts traditionnels du Japon. Le personnage du livre (Yoshi Oida lui-même) est un maître du théâtre nô qui décida de quitter son pays natal pour élargir sa vision du théâtre en la confrontant aux autres cultures. Il rejoint ainsi, dès 1968, l'équipe du Centre international de recherche théâtrale (CIRT) créé par Peter Brook à Paris, il devient rapidement l'assistant de mise en scène de Peter Brook avec qui de forts liens d'amitié se tissent.
Confrontation entre les traditions millénaires d'un pays à la culture extrêmement codifiée, stylisée et très fortement liée avec le sacré, et le reste du monde, Europe, Afrique, Proche-Orient, dont les cultures, aussi colorées qu'éclectiques, transformeront la vision très orientale de Yoshi Oida.